# 99 (aplicativo)
99 ou 99 App (anteriormente 99 Táxi) é uma empresa brasileira e aplicativo de transporte individual fundada em 2012 por Paulo Veras, Renato Freitas e Ariel Lambrecht.
Em janeiro de 2017, a empresa recebeu um aporte de US$ 100 milhões de dólares da Didi Chuxing, empresa chinesa de transporte. O aporte financeiro investido pela empresa chinesa permitiu à 99 a abrir mais de 250 vagas dentro da empresa. Em 25 de maio de 2017, outra rodada de investimentos aconteceu, liderada pelo fundo de investimentos da SoftBank. Em janeiro de 2018, a empresa foi adquirida de forma definitiva pela chinesa Didi Chuxing, pelo valor de US$ 1 bilhão de dolares (de acordo com um jornalista; as empresas não declararam o valor final da negociação), se tornando assim a primeira startup "unicórnio" do Brasil.

## História
Fundada em 2012, e conhecida inicialmente como 99 Táxi, a empresa surgiu como um aplicativo que conectava taxistas com os passageiros. Em agosto de 2016, a empresa começa o serviço "99POP", com o objetivo de concorrer com outras empresas, como a Uber, que não utilizava taxistas, mas motoristas comuns.
Em janeiro de 2017, a empresa recebe investimentos da Didi Chuxing, empresa chinesa de transporte que havia comprado a filial chinesa da Uber, com esta tendo controle minoritário. Os investimentos na 99 chegaram a cerca de R$320 milhões na época, aumentando o poder econômico da empresa, que abriu mais de 250 vagas em um curto intervalo de tempo. Em maio de 2017, o fundo de investimento da SoftBank investe US$100 milhões de dólares na empresa. Na época do investimento da Softbank, já se reportava que a empresa tinha quase 400 empregados.
Em julho de 2017, a empresa ganhou uma licitação de R$50 milhões da Prefeitura de São Paulo para utilizar o aplicativo para o transporte dos funcionários públicos da cidade de São Paulo, uma das bandeiras de João Doria durante sua campanha de diminuir custos da prefeitura.
Em janeiro de 2018, a empresa foi adquirida pela chinesa Didi Chuxing, rival da Uber, pelo valor de US$ 1 bilhão. Assim, a 99 é o primeiro "unicórnio" brasileiro, apelido dado à uma empresa startup com um valor superior a US$ 1 bilhão.